# Закон Ліндемана
Англійський мікробіолог Раймонд Ліндеман сформулював закон піраміди енергій, або закон (правило) 10 %. З одного  трофічного рівня екологічної піраміди переходить на інший її рівень в середньому не більше 10 % енергії. Більший перехід енергії (або речовини в енергетичному вираженні) веде до несприятливих для екосистеми (і трофічного рівня, який витрачає енергію) наслідків. Закон дає змогу робити розрахунки необхідної земельної площі для забезпечення диких і домашніх тварин, а також людини продовольством та інші еколого-економічні розрахунки.
Зворотний потік, пов'язаний зі споживанням речовин і продукованої верхнім рівнем екологічної піраміди енергії більш низькими її рівнями, набагато менший. Цю закономірність сформульовано в  законі односпрямованості потоку енергії.
Це правило сформулювали в 1931 р.  В. В.  Станчинський, в 1942 р. — Р. Ліндеман. Однак Р. П. МакІнтош вважає, що першовідкривачем цього закону є Л. Б. Слободкін.
Харчова піраміда з п'яти рівнів дає тільки 10−5 первинної продукції. Отож верхній рівень піраміди (найчастіше, це великі хижаки) може підтримуватися тільки за експлуатації обширних територій — «популяція тигрів не може існувати на дуже маленькому острові».
Р. Маргалеф у цитованій книзі вважає, що цей закон вперше сформулював Л. Б. Слободкін в 1961 р.